# Lisa Alexander
Lisa Alexander (ur. 22 września 1968 w Toronto) – kanadyjska pływaczka synchroniczna, wicemistrzyni olimpijska, sześciokrotna medalistka mistrzostw świata.

## Przebieg kariery
W 1987 wystartowała w igrzyskach panamerykańskich, gdzie razem z koleżankami z drużyny zdobyła srebrny medal. Cztery lata później zadebiutowała na pływackich mistrzostwach świata, na czempionacie rozgrywanym w Perth otrzymała srebrny medal w konkurencji drużyn oraz brązowy w konkurencji duetów. W 1994 wywalczyła złote medale igrzysk Wspólnoty Narodów w konkurencji solistek i duetów oraz trzy medale mistrzostw świata – srebrny w konkurencji duetów i drużyn oraz brązowy indywidualnie. Rok później zdobyła kolejne dwa srebrne medale igrzysk panamerykańskich, w konkurencji duetów i drużyn.
W 1996 uczestniczyła w igrzyskach olimpijskich w Atlancie, gdzie udało się zdobyć razem z innymi koleżankami z kadry srebrny medal (Kanadyjki uzyskały ostatecznie rezultat 98,367 pkt).
W 2001 udało się jej zdobyć brązowy medal mistrzostw świata w konkurencji drużyn.